# Гільєрмо Родрігес Лара
Гільєрмо Родрігес Лара (ісп. Guillermo Rodriguez ‎‎‎‎Lara; нар. 4 листопада 1923) — колишній еквадорський військовий диктатор, який керував країною з лютого 1972 до січня 1976 року.

## Кар'єра
Прийшов до влади в результаті військового перевороту, який сам і очолив. Після цього президент Хосе Марія Веласко Ібарра мусив виїхати до Буенос-Айреса.
За часів його керування кошти від продажу запасів нафти витрачались на будівництво лікарень, шкіл, доріг (найвідоміша — Кіто-Тулькан), нафтопереробного заводу в Есмеральдасі, а також на закупівлю нової амуніції для армії.
Військовики усунули його від влади 1976 року.